# شعير أريزوني
الشعير الأريزوني نوع نباتي يتبع جنس الشعير من الفصيلة النجيلية.

## الموئل والانتشار
ينتشر النبات في جنوب غرب الولايات المتحدة وشمال غرب المكسيك.

## الوصف النباتي
النبات حولي أو معمر. ينمو في حزم قائمة ارتفاعها من 20 إلى 70 سم. النورة سنبلة طولها حوالي 12 سم.